# Luiz Filipe Coelho
Luíz Fïlíp (São Paulo, 14 de novembro de 1984) é um violinista brasileiro, primeiro violino da Filarmônica de Berlim.

## Biografia
Iniciou seus estudos de violino aos quatro anos de idade na Escola Fukuda de São Paulo, onde teve como professora a violinista Elisa Fukuda.
A partir dos doze anos recebeu prêmios em diversos concursos nacionais nas cidades de Juiz de Fora-MG, Piracicaba-SP, Rio de Janeiro-RJ. Aos dezesseis anos foi contemplado com o Prémio Eleazar de Carvalho, uma bolsa de estudos do Governo de São Paulo oferecida durante o 32º Festival de Inverno de Campos do Jordão para aperfeiçoamento no exterior. Posteriormente, recebeu bolsas durante quatro anos oferecidas pela Fundação Vitae para estudar em Berlim, onde vive desde então.
Foi aluno de Ulf Wallin na Hochschule für Musik “Hanns Eisler”, em Berlim e no Royal College de Estocolmo, na Suécia. Em 2004 foi aluno de Zakhar Bron no College of Music Pitea, na Suécia.
A partir de 2005 estudou com o spalla da Orquestra Filarmônica de Berlim, o violinista israelense Guy Braunstein, na Universität der Künste Berlin, onde diplomou-se com distinção em 2008. 
Entre 2007 e 2008 foi bolsista da Karajan-Akademie da Filarmônica de Berlim participando de concertos sob a regência dos mais renomados maestros da atualidade, entre os quais, Sir Simon Rattle, Claudio Abbado, Daniel Barenboim, Seiji Ozawa e Pierre Boulez.
Foi contemplado em concursos internacionais, entre eles o do Deutsche Stiftung Musikleben de Hamburgo sendo agraciado com o empréstimo de um raro violino Lorenzo Storioni, Cremona, 1774, com o qual desenvolve a sua carreira. 
Já se apresentou em todos os cantos do mundo, com excepção do continente africano, em cidades como Berlim, Roma, Tóquio, Tel Aviv e Paris (onde teve o seu debuto em 2005 no Museu do Louvre). 
Em 2009, teve a honra de ser convidado pelo governo alemão a se apresentar no Palácio Bellevue no encerramento da visita oficial do presidente do Brasil à Alemanha.
Gravou um CD dedicado a obras de Bach com a Orquestra da Academia da Filarmônica de Berlim, sob a direção do maestro Reinhard Goebel, onde atuou como solista do concerto BWV 1043.
Realizou a primeira gravação dos três concertos para violino e orquestra do compositor brasileiro Camargo Guarnieri, em DVD, com a Orquestra Sinfônica Municipal de São Paulo, sob a regência de Lutero Rodrigues.
Em dezembro de 2010 fez seu Debut com a Jerusalem Symphony Orchestra.
Desde 2011 integra o grupo de câmara Ensemble Berlin.
Em maio de 2012 venceu o concurso para a vaga de 1º Violino da Filarmônica de Berlim.

## Discografia

### CD
- Música Contemporânea Brasileira: Edmundo Villani-Côrtes, Luíz Fïlíp (violino) e Paul Rivinius (piano), Selo Discoteca Oneyda Alvarenga, 2006 DOAMCB03;
- Johann Sebastian Bach: Konzert d-Moll BWV 1043. Orchester-Akademie der Berliner Philharmoniker – Leitung: Reinhard Goebel. Live-Mitschnitt eines Konzertes am 10.02.2008 im Kammermusiksaal der Berliner Philhamonie.

### DVD
- Camargo Guarnieri 3 Concertos para Violino e Orquestra – DOAMCB06 OSM Orquestra Sinfônica Municipal de São Paulo, Lutero Rodrigues - regente, Luíz Fïlíp - solista, Selo CCSP, 2008, Lua Music 324<
- Festveranstaltung zum 150.Geburtstag von Max Planck – Gravado ao vivo na Konzerthaus Berlin Gendarmenmarkt (26.04.2008). Stipendiaten der Orchester-Akademie der Berliner Philharmoniker e V. Luíz Fïlíp e Simon Roturier (violinos), Robin Hong (viola) Ruslan Vielnsky (violoncelo).
- Franz Schubert – Streichquartet Nr. 13 a-Moll “Rosamunde” (D 804)

## Premiações
- Concurso Henry Marteau, Alemanha, 2002 – Melhor intérprete da obra de Mozart
- 37.º Concurso Tibor Varga, Suíça, 2003 – 3.º lugar
- Concurso Gerhard-Taschner, Berlim, 2004 – 1.º lugar
- Deutsche Stiftung Musikleben, 2007-2014